# Bällefors
Bällefors är kyrkbyn i Bällefors socken i Töreboda kommun i Västergötland. Orten ligger sydost om Mariestad sydost om Moholm vid länsväg 201 vid Tidans östra strand.
I byn ligger Bällefors kyrka.